# Centrotoclytus rutilans
Centrotoclytus rutilans là một loài bọ cánh cứng trong họ Cerambycidae.